# Carúpano
Carúpano ist eine Stadt an der Karibik-Küste von Venezuela, im Bundesstaat Sucre. Sie liegt etwa 120 km östlich von Cumaná, der Landeshauptstadt. Carúpano hat ca. 170.000 Einwohner; davon wegen der Universität und einer Fachhochschule überdurchschnittlich viele junge Leute.
Carúpano ist Sitz des römisch-katholischen Bistums Carúpano.

## Geschichte
Christoph Kolumbus hat während seiner dritten Reise in dieser Region bei Macuro zum ersten und einzigen Mal amerikanisches Festland betreten.
Ein herausragendes Ereignis in der Geschichte von Venezuela war der 7. Dezember 1814, als Simón Bolívar in Carúpano die Freilassung der Sklaven anordnete. Historische Bedeutung hatte auch das erste Unterwasser-Kabel, das im 19. Jahrhundert Amerika und Europa verband. Es lief von Marseille in Frankreich bis nach Carúpano. Das Kabelhaus (Casa del cable) im historischen, kolonialen Stadtkern kann heute noch besichtigt werden.
Am 4. Mai 1962 kam es in Carúpano zum „Carupanazo“, einem Militäraufstand gegen Rómulo Betancourt, der jedoch am nächsten Tag niedergeschlagen wurde. Es wurden etwa 400 Aufständische verhaftet, 6 Menschen starben und 15 wurden verwundet. Da sich einige Abgeordnete der kommunistischen PCV und des MIR unter den Aufständischen befanden, wurden diese beiden Parteien verboten.

## Wirtschaft
Die Stadt lebt von Tourismus und Fischfang, außerdem vom Export von Kakao, Kaffee, Zucker, Baumwolle und Rum. Die Stadt ist ein idealer Ausgangspunkt für Reisende in Venezuela. Vier Nationalparks liegen in unmittelbarer Nähe der Stadt, darunter der Nationalpark Paria Halbinsel, der dem Orinokodelta gleichende Nationalpark Turuepano, sowie Mochima und die Guacharohöhle.

## Persönlichkeiten
- Andrés Mata (1870–1931), Dichter, Schriftsteller und Journalist